# Galletas de hierro
Las galletas de hierro, también llamadas galletas de ferro, son una variedad  de galletas típicas de la villa de Sahagún y otros municipios limítrofes como Calzada del Coto, al sureste de la provincia de León, España.

## Historia
Las galletas de hierro nacieron durante la Edad Media en el municipio leonés de Sahagún. Esta villa estaba bajo la autoridad del poderoso abad del Monasterio Real de San Benito, el cual prohibió fabricar cualquier tipo de pan o repostería fuera de los molinos y el horno en poder de los monjes benedictinos del monasterio, con la intención de cobrar la mayor cantidad de impuestos sobre la producción al pueblo. Ante esta situación los habitantes de Sahagún no se quedaron de brazos cruzados y decidieron fabricar unos moldes de hierro fundido que tras calentarlos al fuego, servían como molde dando consistencia y dorando la pasta de las galletas, logrando de este modo burlar la prohibición monástica.

## Descripción
Las galletas de hierro se elaboran con harina de trigo, azúcar, mantequilla, huevos, esencia de vainilla y, facultativamente, un poco de canela. Las galletas de hierro no deben su curioso nombre a que sean de hierro, sino a los "hierros calientes" que se usan como molde en su elaboración. Estos se pueden diseñar de tal modo que permiten dar a las galletas de hierro diversas formas y decorados , siendo los motivos florales o geométricos los más comunes.

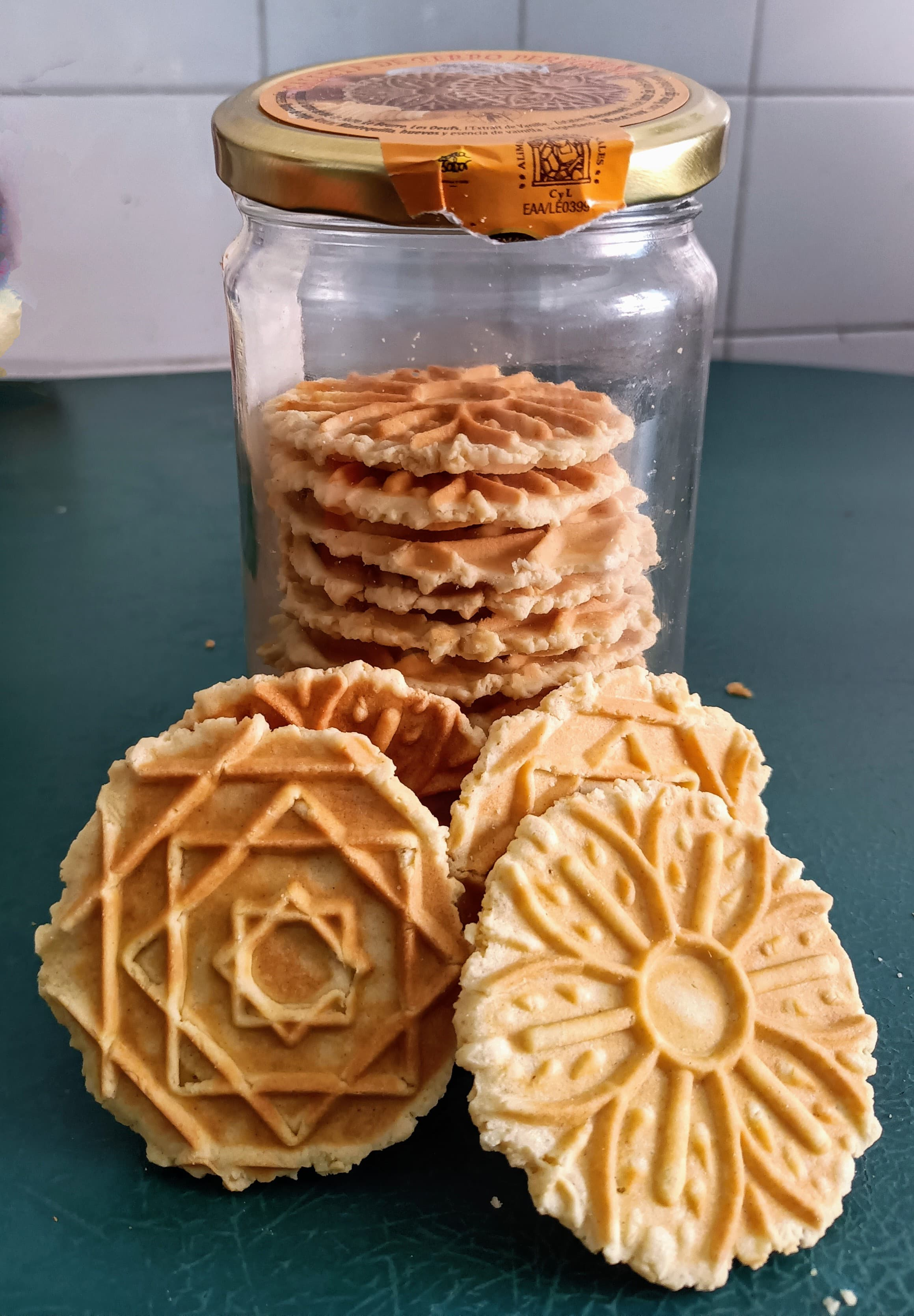
Galletas de hierro

## Elaboración
El proceso de elaboración es así: Se funde la mantequilla, batiéndola con el azúcar. Se añade un huevo que se mezcla hasta conseguir que tenga un aspecto brillante. Se añade la esencia de vainilla junto con la harina. Se mezcla todo el conjunto con la ayuda de una rasqueta sin amasar en exceso hasta que tenga la textura de la plastilina y se forman bolitas de 25 gramos. Hecho esto se ponen a calentar los hierros en un fogón (actualmente también se puede hacer en una gofrera). Se introducen cada una de las bolitas de masa entre ellos dejando que se doren por los dos lados. Finalmente se retira dejando enfriar en una superficie lisa.